# Abfaltersbach
Abfaltersbach é um município da Áustria, situado no distrito de Lienz, no estado do Tirol. Tem 10,29 km² de área e sua população em 2019 foi estimada em 644 habitantes.